# Ireneusz Mroczkowski
Ireneusz Mroczkowski (ur. 24 grudnia 1949 w Makowie Mazowieckim, zm. 17 sierpnia 2020 w Borutach) – polski duchowny Kościoła rzymskokatolickiego, prałat, profesor nauk teologicznych, specjalista z zakresu teologii moralnej i etyki.

## Życiorys
W latach 1997–2002 kierownik Katedry Teologii Moralnej w Instytucie Teologii Moralnej Wydziału Teologii Katolickiego Uniwersytetu Lubelskiego. W latach 1985–2002 wykłady kursoryczne i monograficzne na kursie licencjacko-doktorskim Sekcji Teologii Moralnej [Instytutu Teologii Moralnej]. Problematyka badawcza: etyczno-teologiczna interpretacja praw człowieka, moralny wymiar sakramentów, antropologia moralnoteologiczna, implikacje kulturowo-moralne natury osoby ludzkiej; filozofia i teologia zła.
Od roku 2002 profesor Uniwersytetu Kardynała Stefana Wyszyńskiego w Warszawie na Wydziale Teologii i Wydziale Studiów nad Rodziną. Problematyka badawcza: teologia rodziny, gender, nowy feminizm, biologiczne, psychiczne i duchowe wymiary macierzyństwa i ojcostwa, sumienie i prawo natury.
Od roku 1984 profesor Wyższego Seminarium Duchownego i Studium Posoborowego Diecezji Płockiej. Wykłady z teologii moralnej fundamentalnej, spowiednictwa i metodyki pracy naukowej (proseminarium).
W latach 1995–2000 wykłady z etyki w Wyższej Szkole im. Pawła Włodkowica w Płocku. W latach 1999–2005 wykłady z etyki w Akademii Humanistycznej im A. Gieysztora w Pułtusku.
Od roku 2018 profesor Państwowej Wyższej Szkoły Zawodowej w Ciechanowie. Wiceprzewodniczący Zespołu ds. Oceny Jakości Kształcenia dla Kierunku Pedagogika oraz członek Rady Wydziału Ochrony Zdrowia i Nauk Humanistycznych i Wydziałowej Komisji ds. Oceny Jakości Kształcenia tejże uczelni.
W 2007 odznaczony Wielkim Orderem św. Zygmunta, najwyższym odznaczeniem diecezji płockiej.
W 2017 roku otrzymał od studentów tytuł Belfra Roku dla najlepszego wykładowcy na Wydziale Studiów nad Rodziną na Uniwersytecie Kardynała Stefana Wyszyńskiego.
W 2017 roku odznaczony tytułem Superpłocczanina za całokształt działalności, a szczególnie za prowadzenie i inicjowanie dyskusji w Sekcji Dialogu w Towarzystwie Naukowym Płockim.
W latach 1968–1970 służba w 54 Batalionie Ratownictwa Terenowego w Bartoszycach, w tzw. jednostce kleryckiej, a po 47 latach, 22 maja 2017 roku otrzymał awans oficerski i uzyskał stopień podporucznika. 
Zmarł nagle, 17 sierpnia 2020 r. w swoim domu rodzinnym w Borutach.

## Kariera naukowa
W 1967 roku matura w Liceum św. Stanisława Kostki w Płocku;
W latach 1967–1974 studia w Wyższym Seminarium Duchownym w Płocku. Praca dyplomowa: Rozumienie wolności w tomizmie i marksizmie. Promotor: ks. dr Tadeusz Rutowski.
W latach 1977–1980 specjalistyczne studia magistersko-licencjackie na Wydziale Teologii Katolickiego Uniwersytetu Lubelskiego. Magisterium – 26 czerwca 1979 r.; licencjat w 1980 roku. Tytuł pracy: Problematyka moralna w dziełach Stanisława Przybyszewskiego. Promotor: Ks. prof. dr hab. Stanisław Witek. Recenzent: Ks. prof. Seweryn Rosik.
W latach 1980–1984 studia doktoranckie w Akademii Alfonsjańskiej Papieskiego Uniwersytetu Laterańskiego (Pontificia Universitas Lateranensis Academia Alfonsiana). Doktorat pod kierunkiem O. Prof. Jullio de La Torre – 18 maja 1984 r. Praca na temat: La dimensione etico-teologica dei diritti dell'uomo, Roma 1984. ss. 562. Recenzenci: prof. J. Alvarez i D. Capone. Doktorat nostryfikowany na KUL-u 25 czerwca 1985 r.
6 czerwca 1994 r.  kolokwium habilitacyjne na KUL na podstawie dorobku i rozprawy habilitacyjnej: Osoba i cielesność. Moralne aspekty teologii ciała, Płock 1994 (s. 303). Recenzenci: Ks. prof. dr hab. Helmut Juros, ks. prof. Paweł Góralczyk, ks. prof. dr hab. Janusz Nagórny.
26 października 2001 tytuł naukowy profesora nauk teologicznych. Książka profesorska: Zło i grzech. Studium filozoficzno-teologiczne, Lublin 2000.

## Działalność naukowa
W latach 1999–2005 rektor Wyższego Seminarium Duchownego w Płocku.
W latach 2006–2013 przewodniczący Stowarzyszenia Teologów Moralistów w Polsce.
W latach 1997–2012 redaktor naczelny rocznika naukowego „Studia Płockie”.
Od roku 1986 członek Towarzystwa Naukowego Katolickiego Uniwersytetu Lubelskiego im. Jana Pawła II.
Od roku 1985 członek Ogólnopolskiej Sekcji Teologów Moralistów.
Od roku 2007 członek zarządu Stowarzyszenia Teologów Moralistów w Polsce.
W latach 1999–2005 członek Konferencji Rektorów Seminariów Duchownych w Polsce.
Od roku 2013 przewodniczący Sekcji Dialogu Towarzystwa Naukowego Płockiego.
W roku 2009 odznaczony Medalem Komisji Edukacji Narodowej.
Od roku 2016 Przewodniczący Rady Społecznej przy Biskupie Płockim.

## Działalność pozanaukowa
W latach 1974–1977 wikariusz w Rypinie i Płońsku.
W latach 1997–2013 członek Komisji Mieszanej do spraw Dialogu Teologicznego między Kościołem Rzymskokatolickim i Kościołem Starokatolickim Mariawitów.
W roku 1984 ojciec duchowny w Wyższym Seminarium Duchownym w Płocku.
W latach 1987–1999 asystent kościelny Klubu Inteligencji Katolickiej w Płocku.
W latach 1991–1999 członek Komisji Głównej II Plenarnego Synodu Plenarnego w Polsce.
W latach 1991–2015 członek Komisji Głównej 42 i 43 Synodu diecezji płockiej.
Od roku 2006 opiekun wspólnoty wdów konsekrowanych w diecezji płockiej.
Od roku 2006 członek Zarządu Stowarzyszenie Synagoga Płocka.
W roku 1997 odznaczony tytułem Prałata Jego Świątobliwości.
W roku 2004 odznaczony Złotym Krzyżem Zasługi.

## Publikacje
- La dimensione etico-teologica dei diritti dell'uomo, Roma 1984
- Osoba i cielesność. Moralne aspekty teologii ciała, Płock 1994
- Zło i grzech. Studium filozoficzno-teologiczne, Lublin 2000
- Mistrzowie i nauczyciele. Profesorowie Wyższego Seminarium Duchownego w Płocku 1965–2000, (pod red.), Płock 2001
- Fides et ratio. W poszukiwaniu ideału człowieka XXI, (pod red.), Płock 2001
- Pokój – Dialog – Edukacja, (pod red.), Płock 2003
- Wdzięczność i nadzieja. Przemówienia rektorskie 1999–2006, Płock 2007
- Antropologia teologicznomoralna. Koncepcje. Kontrowersje. Inspiracje. Materiały z sympozjum. Kamień Śląski, 10–12 czerwca 2007 r., (pod red.), Warszawa 2008
- Teologia moralna. Definicja. Przedmiot. Metoda, Płock 2011
- Natura osoby ludzkiej. Podstawy tożsamości człowieka, Płock 2012
- Zamyślenia na blogu, Płock 2013
- Rok z papieżem Franciszkiem, Płock 2014
- Rodzina, gender i nowy feminizm. Podstawy chrześcijańskiej obrony i promocji rodziny, Płock 2014
- Chrześcijańska tożsamość osoby. Zarys antropologii moralnoteologicznej, Płock 2016
- Etos miłosierdzia a wierność małżeńska. Moralne dylematy osób żyjących w związkach niesakramentalnych, Płock 2017
- Nie zmęczyć się rozmową, Płock 2018
- Czas księdza Piotra, Płock 2018

Autor około 300 artykułów w polskich i zagranicznych czasopismach filozoficzno-teologicznych.